# Antonia Liskova
Antónia Lišková (Bojnice, 25 marzo 1977) è un'attrice ed ex modella slovacca naturalizzata italiana.

## Biografia
Nata nell'allora Cecoslovacchia da madre slovacca e padre ceco, fu nel 1993 con la dissoluzione del Paese che Liskova divenne cittadina slovacca. A diciotto anni si è trasferita in Italia. Lavora prima come cameriera a Roma, successivamente come modella e in campo pubblicitario, per poi intraprendere la carriera di attrice, alternandosi tra cinema e televisione. Sul grande schermo ha debuttato con una piccola parte nel film C'era un cinese in coma, diretto da Carlo Verdone ed è poi apparsa, tra l'altro, nel film Promessa d'amore (2004), per la regia di Ugo Fabrizio Giordani.
Tra i suoi numerosi lavori televisivi, ricordiamo: la sitcom di Italia 1, Via Zanardi 33 (2001), diretta da Antonello De Leo, la soap opera Incantesimo 6 (2003), in cui è protagonista insieme a Lorenzo Ciompi, il film TV La notte di Pasquino (2003), diretto da Luigi Magni, con Nino Manfredi, Il tunnel della libertà (2004), miniserie TV diretta da Enzo Monteleone e trasmessa da Canale 5, e le miniserie di Rai 1, Il cuore nel pozzo (2005), regia di Alberto Negrin, I figli strappati (2006) e Caccia segreta (2007), queste ultime dirette da Massimo Spano.
Nel 2008 ha ottenuto una candidatura ai David di Donatello come migliore attrice protagonista per Riparo. Tra il 2008 e il 2009 è protagonista di altre fiction televisive, tra cui: le miniserie Zodiaco, per la regia di Eros Puglielli, e Il bene e il male, per la regia di Giorgio Serafini. Nel 2010 è stata protagonista in coppia con Emilio Solfrizzi della seconda e terza serie di Tutti pazzi per amore, interpretando il ruolo che nella prima stagione era di Stefania Rocca. Successivamente è stata nel cast di Un corpo in vendita di Liliana Cavani. Sempre nello stesso anno ha fatto parte della miniserie televisiva Maria di Nazaret, regia di Giacomo Campiotti (2011), una delle ultime fiction a tema religioso prodotte dalla Rai.
Nell'aprile 2012 ha fatto il suo debutto in teatro con Il gioco dell'amore e del caso di Pierre de Marivaux, al Teatro della Pergola di Firenze. Nel 2015 è protagonista della fiction di Canale 5 Solo per amore. Nel 2019 ha interpretato una chef in Basta un paio di baffi. Nel 2020 ha interpretato il ruolo di Andrea Manes nella terza stagione della serie L'allieva. Nel 2023-2024 ha interpretato il ruolo di Serena Bandera nella serie in onda su Canale 5 Il patriarca, affiancando Claudio Amendola (attore e regista). Sempre diretta da Amendola, nel 2024, è nel film Ari - Cassamortari.

## Filmografia

### Cinema
- C'era un cinese in coma, regia di Carlo Verdone (2000)
- Gioco con la morte, regia di Maurizio Longhi (2001)
- Il piacere di piacere, regia di Luca Verdone (2002)
- Promessa d'amore, regia di Ugo Fabrizio Giordani (2004)
- Gioco perverso, regia di Maurizio Longhi (2004)
- Riparo, regia di Marco Simon Puccioni (2007)
- Giulia non esce la sera, regia di Giuseppe Piccioni (2009)
- La banda dei Babbi Natale, regia di Paolo Genovese (2010)
- Cam Girl, regia di Mirca Viola (2013)
- In the box, regia di Giacomo Lesina (2013)
- La voce - Il talento può uccidere, regia di Augusto Zucchi (2013)
- Una donna per amica, regia di Giovanni Veronesi (2014)
- Sconnessi, regia di Christian Marazziti (2018)
- Parlami di Lucy, regia di Giuseppe Petitto (2018)
- A Tor Bella Monaca non piove mai, regia di Marco Bocci (2019)
- Se un giorno tornerai, regia di Marco Mazzieri (2020)
- I liviatani: cattive attitudini, regia di Riccardo Papa (2020)
- Addio al nubilato, regia di Francesco Apolloni (2021)
- Addio al nubilato 2 - L'isola che non c'è, regia di Francesco Apolloni (2023)
- Terezín, regia di Gabriele Guidi (2023)
- Ari - Cassamortari, regia di Claudio Amendola (2024)

### Televisione
- Le ragazze di piazza di Spagna – serie TV (1998)
- Belgrado Sling, regia di Riccardo Donna – film TV  (2001)
- Don Matteo – serie TV, episodio 2x06 (2001)
- Il commissario – serie TV (2001)
- Via Zanardi, 33, regia di Antonello De Leo – sitcom (2001)
- La notte di Pasquino, regia di Luigi Magni – film TV (2003)
- Incantesimo 6, regia di Alessandro Cane e Tomaso Sherman – soap opera (2003)
- Sospetti 2 – serie TV (2003)
- Il tunnel della libertà, regia di Enzo Monteleone – miniserie TV (2004)
- Il cuore nel pozzo, regia di Alberto Negrin – miniserie TV (2005)
- L'uomo sbagliato, regia di Stefano Reali – miniserie TV (2005)
- Sospetti 3 – serie TV (2005)
- I figli strappati, regia di Massimo Spano – miniserie TV (2006)
- Caccia segreta, regia di Massimo Spano – miniserie TV (2007)
- Zodiaco, regia di Eros Puglielli – miniserie TV (2008)
- Il commissario Montalbano 7 – serie TV, episodio La luna di carta (2008)
- Il bene e il male – serie TV (2009)
- Le segretarie del sesto, regia di Angelo Longoni – miniserie TV (2009)
- Occhio a quei due, regia di Carmine Elia – film TV (2009)
- Le cose che restano, regia di Gianluca Maria Tavarelli – miniserie TV (2010)
- Tutti pazzi per amore 2 – serie TV (2010)
- Tutti pazzi per amore 3 – serie TV (2011-2012)
- Mai per amore, regia di Liliana Cavani – miniserie TV, episodio Troppo amore (2012)
- Maria di Nazaret, regia di Giacomo Campiotti – miniserie TV (2012)
- Zodiaco - Il libro perduto, regia di Tonino Zangardi – miniserie TV, 4 episodi (2012)
- Solo per amore – serie TV (2015)
- Solo per amore - Destini incrociati – serie TV  (2017)
- Non uccidere – serie TV, episodio 2x05 (2017)
- Nero a metà – serie TV (2018-2020)
- Purché finisca bene - Basta un paio di baffi, regia di Fabrizio Costa – film TV (2019)
- La porta rossa 2 – serie TV (2019)
- Le amanti, regia di Jakub Kroner – miniserie TV (Markiza televizia - Slovacchia, 2019)
- L'allieva 3 – serie TV (2020)
- Addio al nubilato, regia di Francesco Apolloni – film TV (2021)
- Mina Settembre – serie TV (2022)
- Il patriarca – serie TV (2023-2024)
- Vedma – serie TV (Voyo, 2023)
- Noi siamo leggenda – serie TV (2023)

## Teatro
- Alla fine lui muore, regia di Daniele Prato (2012) – produttrice
- Il gioco dell'amore e del caso di Pierre Carlet de Chamblain de Marivaux regia di Piero Maccarinelli (2012)
- Nel nome di chi? ...dentro i muri del Vaticano di Gabriele Guidi ed Ennio Speranza, regia di Gabriele Guidi (2013)

## Riconoscimenti
- Nastro d'argento europeo 2008 per Riparo
- Globo d'oro come attrice rivelazione 2008 per Riparo
- Candidatura al David di Donatello 2008 come miglior attrice protagonista per Riparo
- Festival du Cinéma Italien d'Annecy (2007) – Prix d'Interprétation Féminine per il suo ruolo nel film Riparo
- Premio Flaiano come migliore attrice televisiva dell'anno 2012 per il film di Rai 1 Troppo amore